# Nairobi
Pour les articles homonymes, voir Nairobi (homonymie).
Nairobi est la capitale et la plus grande ville du Kenya. En 2020, elle compte 4 734 881 habitants.

## Histoire
Nairobi en tant que ville doit son existence à la compagnie de chemin de fer Kenya Uganda Railway, reliant l'Ouganda et le Kenya. La ligne atteignit Nairobi en 1899 et l'ingénieur en chef, Sir George Whitehouse prit la décision de déplacer le siège de la compagnie de Mombasa à Nairobi.  Cette décision fit très vite de Nairobi un nœud commercial et d'affaires du protectorat de l'Afrique orientale britannique de l'époque. Elle fut totalement reconstruite au début des années 1900 après l'arrivée de la peste et un grand incendie.
Nairobi devint la capitale de l'Afrique orientale britannique en 1905, puis de la colonie et protectorat du Kenya en 1919, du royaume du Commonwealth du Kenya en 1963 et, enfin, de la république du Kenya en 1964.

## Géographie
Elle est située au sud du centre agricole du pays, à 143 km au sud de l'équateur, à 503 km à l'est-sud-est de Kampala, à 557 km au nord-nord-est de Dodoma et à 1 166 km au sud d'Addis Abeba. Son altitude s'étend de 1 660 à 1 800 mètres. Par ailleurs, l'extension géographique de la ville est de 150 km2.

### Toponymie
Son nom vient de Enkare Nyirobi signifiant en langue maa « l'endroit de l'eau fraiche ».

Elle est aussi surnommée Green City in the Sun, c'est-à-dire « Ville verte sous le soleil ».

## Démographie

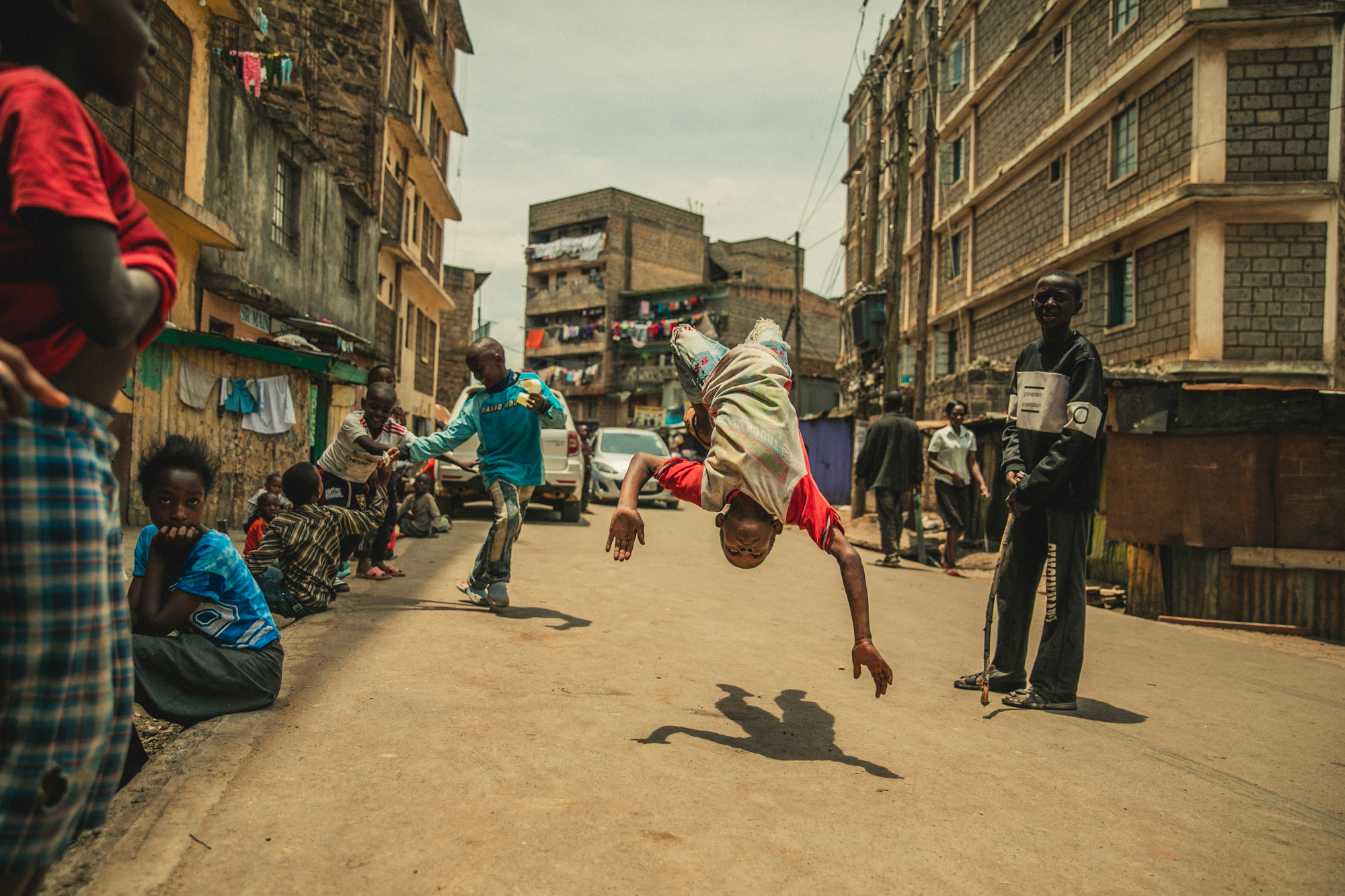
Enfants des rues dans le bidonville de Mlango Kubwa.

Nairobi est l'une des plus grandes villes d'Afrique avec 5 541 000 habitants au recensement de 2024. Elle connait une forte croissance démographique depuis les années 1960. Sa population est passée d'environ 500 000 habitants en 1969, à plus de 2 millions en 1999. Les projections démographiques prévoient 8,5 millions d'habitants en 2035. L'accroissement de la population de Nairobi a longtemps été dû à l'exode rural, mais aujourd'hui[Quand ?], la croissance naturelle de la population en est le principal moteur[réf. nécessaire].
Depuis 1931, l'évolution démographique de Nairobi a été :
| 1931   | 1939   | 1948    | 1955    | 1960    |
| ------ | ------ | ------- | ------- | ------- |
| 47 800 | 61 300 | 119 000 | 186 000 | 251 000 |

| 1965    | 1969    | 1979    | 1989      | 1995      |
| ------- | ------- | ------- | --------- | --------- |
| 380 000 | 509 300 | 827 775 | 1 324 570 | 1 810 000 |

| 1999      | 2005      | 2009      | 2019      | - |
| --------- | --------- | --------- | --------- | - |
| 2 143 254 | 2 750 561 | 3 138 369 | 4 397 073 | - |

Population de Nairobi entre 1906 et 2019
La majeure partie de cette population urbaine en rapide augmentation ne trouve pas de logement adéquat, en raison tout d'abord de l'importance de l'urbanisation, et d'autre part parce que, d'une façon générale, les pays connaissant cette urbanisation galopante sont parmi les moins préparés et les moins aptes à absorber cette croissance urbaine. Cela se traduit par le développement anarchique de zones d'habitations informelles sous forme de bidonvilles, tel le quartier de Dagoretti.
Dandora est sans doute une des plus grandes décharges d'Afrique, ouverte en 1977 et déjà dépassée, au milieu de bidonvilles, et qui désormais les menace[réf. nécessaire].

## Enseignement supérieur

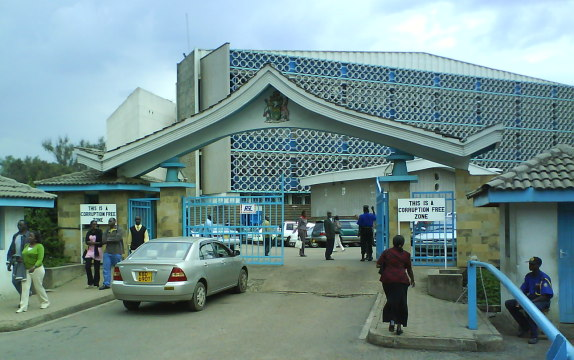
Université de Nairobi.

L’université de Nairobi a été fondée en 1956.

## Lieux de culte

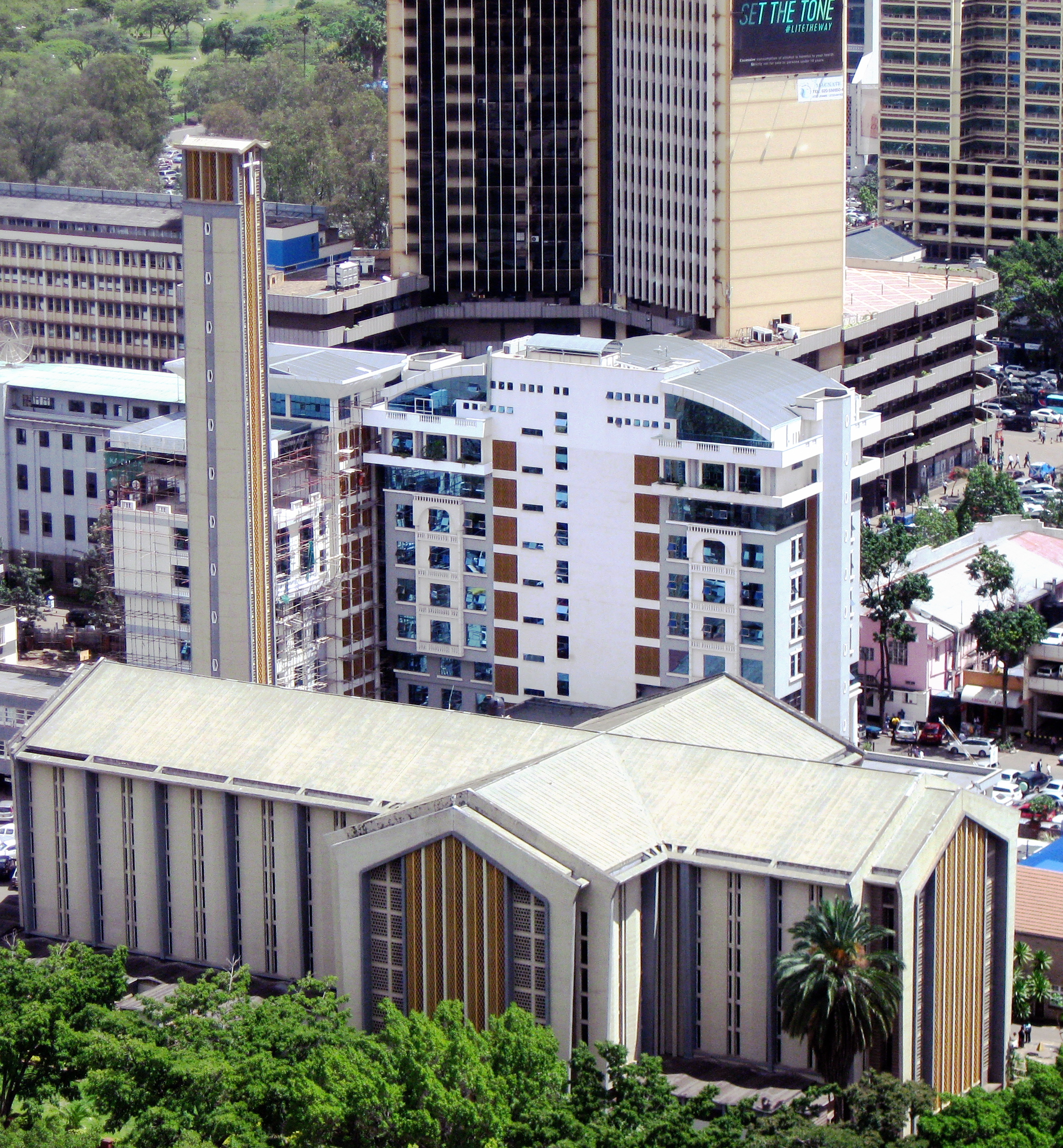
Basilique Holy Familly à Nairobi

Parmi les lieux de culte, il y a principalement des églises et des temples chrétiens : Archidiocèse de Nairobi (Église catholique), Anglican Church of Kenya (Communion anglicane), Presbyterian Church of East Africa (Communion mondiale d'Églises réformées), Convention baptiste du Kenya (Église adventiste du septième jour) (Alliance baptiste mondiale), Assemblées de Dieu.  Il y a aussi des mosquées musulmanes.

## Économie
En ce qui concerne le secteur économique et professionnel de Nairobi, 86,3 % de la population entre 15 et 64 ans est économiquement active. Parmi cette population active, 29,3 % travaille pour le secteur formel, qui est d'ailleurs en léger déclin. Cependant, la majorité de la population de Nairobi tire son revenu des activités économiques informelles. Le secteur informel emploie une grande partie des pauvres de la ville, et il crée plus d'emplois que le secteur formel. Alors que le secteur formel a décliné de 0,43 % entre 1998 et 2001, le secteur informel a, lui, augmenté de 176 % pendant la même période. Une partie importante de l'économie informelle est constituée de la vente de produits fermiers ou manufacturés importés par les femmes, principalement. 
D'une façon générale, le secteur informel contribue de façon importante à l'économie de la ville, avec des liens forts avec le secteur formel. Ce secteur informel présente plusieurs avantages par rapport au formel : il ne dépend pas nécessairement d'investissement public direct et utilise des techniques effectivement disponibles dans les quartiers où il se développe. Cependant, malgré la croissance importante de ce secteur, le chômage reste un problème de taille à Nairobi. Cette situation entraîne une grande pauvreté à Nairobi, comme au Kenya en général : 42 % de la population du pays vit en dessous du seuil de pauvreté et 23 % de la population vit avec moins de 1 dollar US par jour.
On y trouve aussi le siège du Programme des Nations unies pour l'environnement (PNUE).
La pollution plastique a pris des proportions considérables au Kenya. À elle seule, Nairobi rejette près de 500 tonnes de ces déchets chaque jour, selon les données de 2021. Une partie des déchets finit dans les intestins du bétail, à la surface des rivières ou dans les canalisations, provoquant des inondations en période de pluies.

## Pauvreté

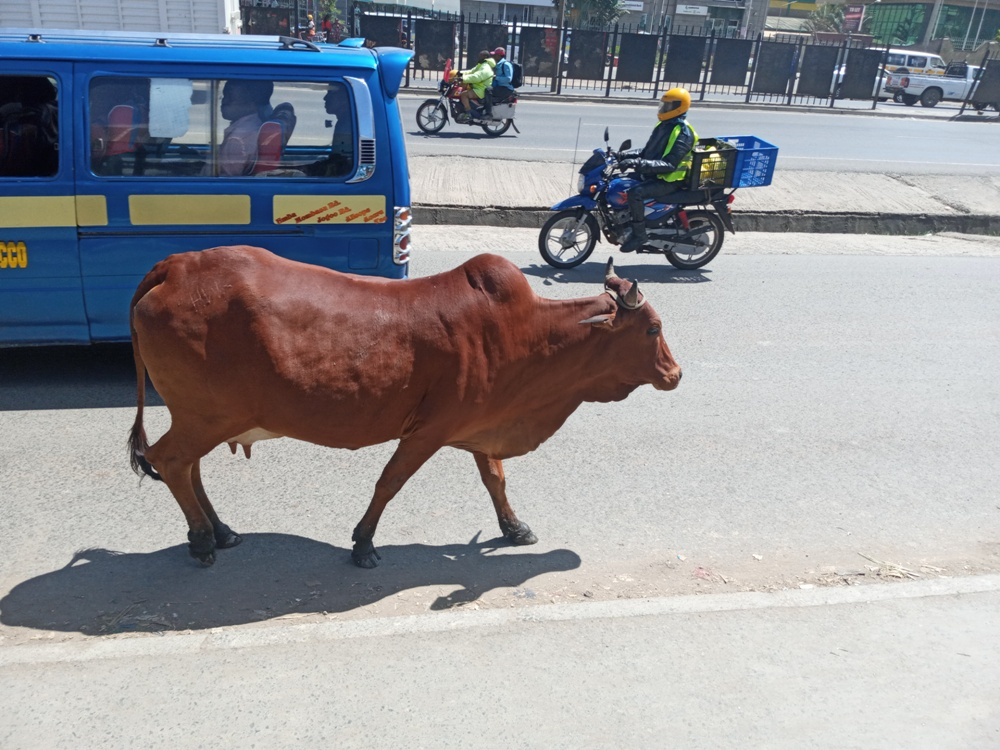
Vaches et véhicules à moteur se côtoient.

Environ 2 millions de personnes, soit la moitié des habitants de Nairobi, vivent dans des bidonvilles. Ces derniers n'occupent que 5 % de la partie résidentielle de la ville. Les conditions de vie y sont difficiles : peu d’accès à l’eau potable et aux soins de santé, mauvaises conditions sanitaires et menaces constantes d’évictions. Ainsi, en octobre 2021, le bidonville de Mukuru Kwa Njenga a été rasé pour permettre l’élargissement d’une route, laissant 40 000 personnes sans-abris du jour au lendemain.

## Transports
Deux routes transafricaines traversent Nairobi:
- Transafricaine 4, Le Caire - Le Cap
- Transafricaine 8, Lagos - Mombasa

La ville est reliée par le transport aérien avec l'aéroport international Jomo-Kenyatta.

## Climat

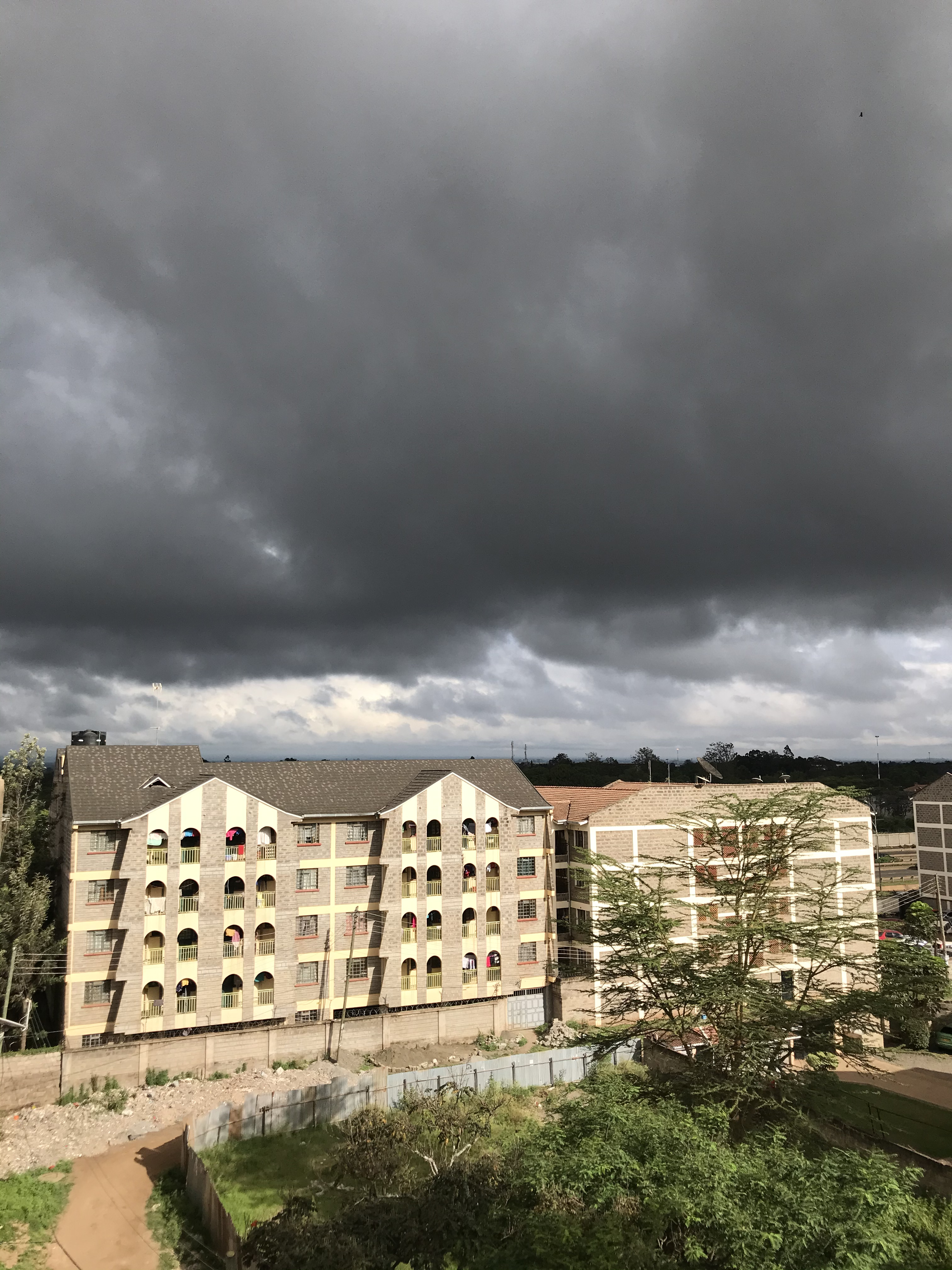
Arrivée de la pluie sur un quartier résidentiel (décembre 2019).

Son climat est généralement un climat tropical, proche d'un climat équatorial tempéré par l'altitude, avec des matins frais pouvant devenir froids pendant les saisons des pluies. Ces dernières ont lieu entre avril et juin, d'une part, et en novembre et décembre, d'autre part.

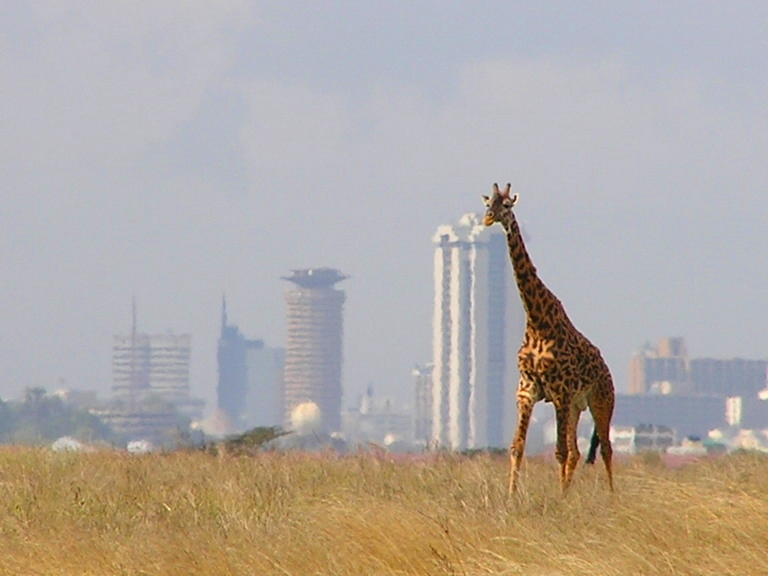
Une girafe dans le parc national de Nairobi, avec l'horizon de Nairobi à l'arrière-plan.

| Mois                              | jan. | fév. | mars | avril | mai   | juin | jui. | août | sep. | oct. | nov.  | déc.  | année |
| --------------------------------- | ---- | ---- | ---- | ----- | ----- | ---- | ---- | ---- | ---- | ---- | ----- | ----- | ----- |
| Température minimale moyenne (°C) | 10,5 | 10,9 | 12,1 | 13,4  | 12,1  | 10   | 9,2  | 9,1  | 9,7  | 11,3 | 12,7  | 11,7  | 11,1  |
| Température moyenne (°C)          | 18   | 18,8 | 19,4 | 19,2  | 17,8  | 16,3 | 15,6 | 15,9 | 17,3 | 18,5 | 18,4  | 18,1  | 17,8  |
| Température maximale moyenne (°C) | 25,5 | 26,7 | 26,8 | 25    | 23,5  | 22,5 | 22   | 22,7 | 25   | 25,7 | 24    | 24,4  | 24,5  |
| Précipitations (mm)               | 58,3 | 49,8 | 92,2 | 242,3 | 189,5 | 38,6 | 17,6 | 24   | 31,2 | 60,8 | 149,6 | 107,6 | 1 061 |

## Parcs
Nairobi abrite une réserve naturelle protégée, le parc national de Nairobi, à l'intérieur même de ses frontières. De plus, c'est la capitale qui possède le plus d'espèces d'oiseaux au monde.

## Sports
La ville accueille le marathon de Nairobi depuis 2003.

## Personnalités nées à Nairobi
- Jomo Kenyatta, 20 octobre 1893, homme politique kényan, considéré comme le fondateur de la nation kényane.
- Roger Whittaker, 22 mars 1936, chanteur et compositeur britannique.
- Edmund Morris, 27 mai 1940-2019, écrivain américain.
- Richard Dawkins, 26 mars 1941, éthologiste.
- Richard Leakey, 19 décembre 1944, paléoanthropologue.
- Peter Hain, 16 février 1950, homme politique britannique.
- Magdalene Odundo (1950-), céramiste.
- Pratibha Parmar, 11 février 1955, réalisatrice britannique.
- Auma Obama (née vers 1960), journaliste.
- Paul Wekesa, 2 juillet 1967, joueur de tennis.
- Robert Wangila, 3 septembre 1967, boxeur.
- Sabir Butt, 20 avril 1969, joueur de squash.
- Catherine Ndereba, 21 juillet 1972, athlète.
- Simon Shaw, 1er septembre 1973, joueur de rugby britannique.
- Lornah Kiplagat, 1er mai 1974, athlète néerlandaise.
- Nana Kagga 6 avril 1979, actrice, et ingénieure ougandaise.
- Miriam Syowia Kyambi, 1979, artiste multimédia kényane.
- Wanjeri Nderu (vers 1980), militante sociale kényane.
- Shikoh Gitau (vers 1981), informaticienne kényane.
- Christopher Froome, 20 mai 1985, coureur cycliste.
- Stella Mwangi (1986), chanteuse norvégienne et kényane.
- Vera Songwe (1968), économiste camerounaise.
- Thandiwe Muriu (1990), photographe kényane.
- Ferdinand Omanyala (1996-), athlète kényan.
- Catherine Wangui Wambui (1998-), auteure-compositrice-interprète kényane.

## Personnalités vivant à Nairobi
- Sarah Kimani, journaliste kényane
- Nanjala Nyabola, essayiste et chercheuse universitaire kényane.

## Personnalités mortes à Nairobi
- Jigme Dorji Wangchuck, mort d'un accident cardiaque le 21 juillet 1972[14], était le troisième roi du Bhoutan.
- Kofi Awoonor, assassiné le 21 septembre 2013, était un écrivain, poète et diplomate ghanéen.

## Jumelages
| Ville | Ville          | Pays | Pays       | Période     |
| ----- | -------------- | ---- | ---------- | ----------- |
|       | Colonia Tovar  |      | Venezuela  |             |
|       | Denver         |      | États-Unis | depuis 1975 |
|       | Kunming        |      | Chine      |             |
|       | Parintins      |      | Brésil     |             |
|       | Pingxiang      |      | Chine      |             |
|       | Raleigh        |      | États-Unis | depuis 2022 |
|       | Rio de Janeiro |      | Brésil     |             |